# Шарнірна черепаха зелена
Шарнірна черепаха зелена (Cuora pani) — вид черепах з роду Шарнірна черепаха родини Азійські прісноводні черепахи. Інша назва «шеньсійська черепаха».

## Опис

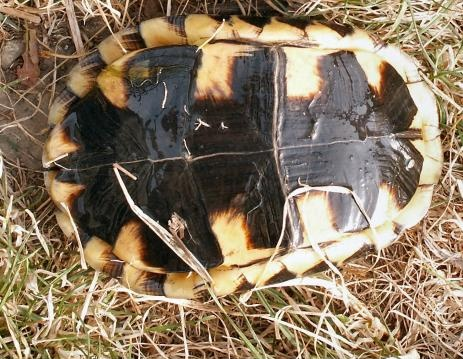

Загальна довжина карапаксу досягає 15,6—17 см. Спостерігається статевий диморфізм: самиці більші за самців. За своєю цю черепаха схожа на жовтоголову, МакКорда та індокитайську.
Задня частина голови зелено—коричневе або жовто—коричневе з темно—зеленими або коричневими смугами з чорною облямівкою від очей до барабанної перетинки. Колір на задній частині шиї і кінцівок зелено-коричневий. Забарвлення карапаксу зелене із коричневим відтінком. Краї панцира мають жовтий або темно—коричневий колір. Пластрон жовтий з коричневими плямами та чорними швами між щитками. Нижня частина кінцівок та хвоста жовтого й сіро—зеленого кольору.

## Спосіб життя
Полюбляє струмки, протоки, рисові поля. Значну частину життя проводить у воді. зустрічається на висоті до 1000 м над рівнем моря. Харчується комахами, ракоподібними, равликами, рибою, водними рослинами.
Самиця у липні відкладає від 1 до 3 яєць. за сезон буває до 2 кладок. Інкубація триває 2 місяці. Черепашенята після вилуплення відразу ж ховаються під водою.
Місцеві мешканці полюють на цю черепаху. Її м'ясо вважається ліками проти раку.

## Розповсюдження
Мешкає на півдні провінції Шеньсі, у місцевостях Та Лау Шань й Чіньша у провінції Юньнань (Китай).